# 5113-as mellékút (Magyarország)
Az 5113-es mellékút egy bő 20 kilométer hosszú, négy számjegyű mellékút Tolna vármegye keleti részén; Szekszárdot köti össze a délkeleti vonzáskörzetében fekvő sárközi településekkel.

## Nyomvonala
Eredetileg Szekszárd belvárosában indult, ahol egy lámpás csomópontban ágazott ki az 56-os főút régi, a városközponton átvezető nyomvonalából, a Rákóczi utcából, Damjanich utca néven, kelet felé. Az 56-os főút új, a szekszárdi belvárost kelet felől elkerülő nyomvonalának átadása óta azonban a kezdeti szakasza már csak önkormányzati útnak minősül, kilométer-számozása – a kira.gov.hu adatbázisa szerint, a lekérdezés időpontjában – a 463-as méterszelvénytől kezdődik, a főút új szakasza felett átívelő felüljáró nyugati végpontjánál. Valószínűleg nullpontja továbbra is a városi főúton van.
Majdnem pontosan a 700-as méterszelvényénél jár, amikor áthalad az 56-os főút felett, előtte még csatlakoznak hozzá a csomópont le- és felhajtó ágai; ugyanezzel a felüljáróval átíveli, pár méterrel arrébb a Rétszilas–Bátaszék-vasútvonal vágányait is (Szekszárd vasútállomás közelében). Még bő fél kilométeren át kelet felé folytatódik, majd délebbi irányt vesz, és még a harmadik kilométere előtt kilép a város belterületei közül. Egy darabig még szórványosan elhelyezkedő iparterületek kísérik, majd azok is elmaradnak mellőle, és 4,2 kilométer után eléri Őcsény határszélét.
Mintegy fél kilométeren át Szekszárd és Őcsény határvonalát kíséri, így halad át az M6-os autópálya felett is, de amire eléri az itteni sztrádacsomópont budapesti irányú forgalmát kiszolgáló körforgalmát, már teljesen őcsényi területen húzódik. Ugyanott ágazik ki belőle kelet felé az 51 369-es számú mellékút, a Gemenci Állami Erdei Vasút Keselyűs állomására (a jelenlegi északi végállomásra), illetve Szekszárd Bárányfok, Keselyűs és Ózsákpuszta külterületi városrészei irányába.
Nagyjából 7,6 kilométer megtétele után éri el az út, dél felé haladva Őcsény lakott területének északi szélét, ott kiágazik belőle nyugat felé az 51 371-es számú mellékút, a Rétszilas–Bátaszék-vasútvonal Őcsény megállóhelyének kiszolgálására. A községben előbb Bethlen Gábor utca, majd Fő utca a települési neve; nagyjából 9,3 kilométer után lép ki a belterületről, majd kiágazik belőle nyugat felé az 5114-es út, amely Szekszárd Cinka, illetve Szőlőhegy nevű településrészei felé vezet. Az 5114-es egykor a falu központjában ágazott ki, de az M6-os építésével egyidejűleg kialakított új elkerülőúti szakasz már csak a déli külterületen csatlakozik hozzá egy delta elágazással.
Csaknem pontosan a 11. kilométerénél lépi át Decs határát, s a községbe érve egyből belterületi részek közt folytatódik, Őcsényi utca néven. A központban, a 12. kilométere közelében kiágazik belőle nyugat felé az 51 372-es számú mellékút – alapvetően Decs vasútállomás kiszolgálására, bár onnét önkormányzati útként tovább is vezet, egészen az 56-os főútig –, a folytatásban már Fő utca a neve, a falu legdélebbi részén pedig, egy közel derékszögű irányváltást követően a Tabán utca nevet veszi fel. Körülbelül 13,3 kilométer után hagyja maga mögött a község utolsó házait, majd, még a 14. kilométere előtt átlép Sárpilis területére.
16,5 kilométer után éri el Sárpilis első házait; a település belterületének csak az északi részét érinti, ahol előbb Zrínyi Miklós utca, majd József Attila utca a települési neve. Már külterületen húzódik, amikor – nagyjából a 18+450-es kilométerszelvényénél – kiágazik belőle az 51 373-as számú mellékút, a vasút Sárpilis-Várdomb megállóhelye irányába; ugyanott egy kis iránymódosítással felkanyarodik egy felüljáróra, amely a vasúti nyomvonalat és az M6-os autópályát is átíveli, mindkettőt már Várdomb határai közt. E község belterületének déli szélén ér véget nem sokkal ezután, beletorkollva az 56-os főútba, annak a 16+200-as kilométerszelvénye közelében.
Teljes hossza, az országos közutak térképes nyilvántartását szolgáló kira.gov.hu adatbázisa szerint 20,870 kilométer.

## Települések az út mentén
- Szekszárd
- Őcsény
- Decs
- Sárpilis
- Várdomb